# Sasa hibaconuca
Sasa hibaconuca là một loài thực vật có hoa trong họ Hòa thảo. Loài này được Koidz. miêu tả khoa học đầu tiên năm 1939.